# 알바로 콜롬

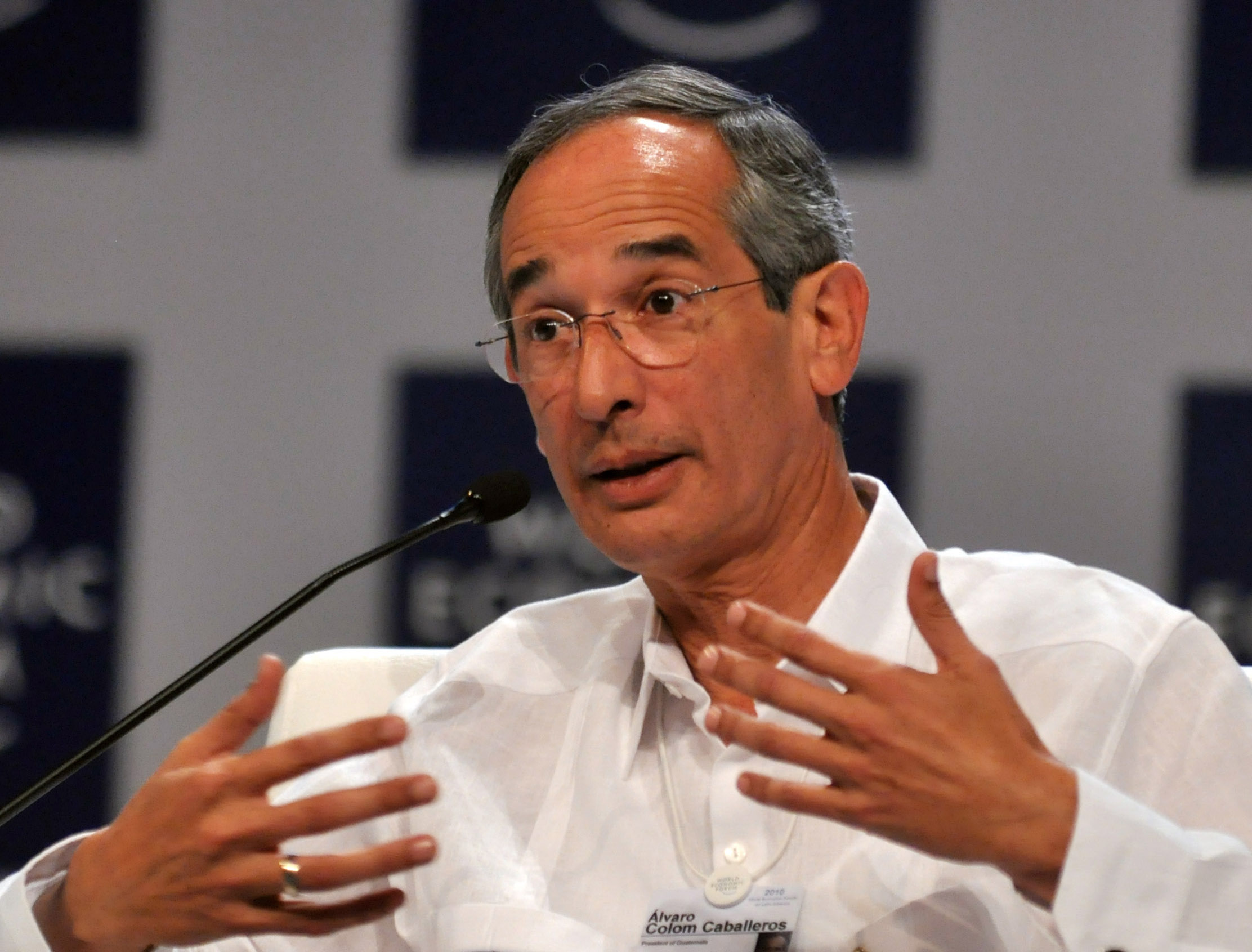
알바로 콜롬 (2010년)

알바로 콜롬 카바예로스(스페인어: Álvaro Colom Caballeros, 1951년 6월 15일 ~ 2023년 1월 23일)는 과테말라의 정치인이다. 전국희망연맹당 (Unidad Nacional de la Esperanza)의 대표이며 2008년부터 2012년까지 과테말라의 제47대 대통령을 지냈다.

## 생애
콜롬은 과테말라 시에서 안토니오 콜롬 아르게타와 욜란다 카바예로스 페라테의 아들로 태어났다. 과테말라 산 카를로스 대학교 (Universidad de San Carlos de Guatemala)에서 산업공학 학위를 획득한 후, 사업가로서 다양한 비즈니스에 참여하였으며 정치로 전향하기 전에 국가평화기금 (Fondo Nacional para la Paz)의 국장, 경제부 차관등 정부 공무원으로 활동하였다. 2003년 전국희망연맹당을 대표하여 대통령 선거에 출마하였지만 오스카르 베르게르 (Óscar Berger)에 패하여 당선되지 못했다. 2007년 대통령 선거에 재출마하여 경쟁자 애국당 (Partido Patriota) 후보 오토 페레스 몰리나를 근소한 차로 누르고 대통령에 당선되었다.

## 참고
1. ↑  “Guatemala heads for run-off vote”. BBC NEWS. 2007년 9월 10일. 2010년 9월 7일에 확인함.